# Сосновка (приток Лалы)
Сосновка — река в России, протекает в Лузском районе Кировской области. Устье реки находится в 143 км по правому берегу реки Лала. Длина реки составляет 23 км.
Река вытекает из северной части болота Чистое в 2 км к юго-востоку от деревни Сосновка и в 8 км к востоку от посёлка Христофорово. В верхнем течении протекает деревню Сосновка. В верхнем и среднем течении течёт на север, в нижнем — поворачивает на северо-восток. Всё течение проходит по заболоченному лесному массиву. Приток — ручей Измайловский (левый). Впадает в Лалу близ границы с Архангельской областью.

## Данные водного реестра
По данным государственного водного реестра России и геоинформационной системы водохозяйственного районирования территории РФ, подготовленной Федеральным агентством водных ресурсов:
- Бассейновый округ — Двинско-Печорский
- Речной бассейн — Северная Двина
- Речной подбассейн — Малая Северная Двина
- Водохозяйственный участок — Юг
- Код водного объекта — 03020100212103000013065